# Peter Barnes
Peter Barnes född 10 januari 1931 i London, död 1 juli 2004, var en engelsk dramatiker.
Barnes har skrivit skådespel, filmmanuskript, tv- och radioteater.

## Skådespel (i urval)
- The ruling class 1969
- Leonardo's last supper 1970
- Noonday demons 1970
- Red noses 1985